# Сайкс, Таурус
Таурус Сайкс (англ. Taurus Jabbar Sykes; 20 мая 1975, Бруклин, Нью-Йорк, США) — американский боксёр-профессионал, выступающий в тяжёлой весовой категории. Владел титулом чемпиона мира по версии NABA (11 марта — 2 июля 2005 г.). Рост — 188 см, боевой вес — 106 кг, размах рук — 180 см. Начал заниматься боксом в 17 лет, участвовал в любительских соревнованиях. Предпочёл развитию любительской карьеры ранний переход в профессионалы.

## Профессиональная карьера
На профессиональном ринге Сайкс дебютировал 12 сентября 1998 года в возрасте 23 лет. В ринге Тауруса отличало умение оказывать давление на соперника на протяжении всего боя, ведущее место в арсенале его ударов занимали левый боковой и джеб. Кроме того, Сайкс уверенно чувствовал себя в клинчах. К главным недостаткам боксера следует отнести слабую любительскую школу и полное отсутствие «огневой мощи» — американский тяжеловес сумел нокаутировать менее трети побежденных им за карьеру оппонентов.

### 1998—2000 годы
С сентября 1998-го по июнь 2000-го Сайкс активно осваивался в профессиональном боксе, набираясь опыта через победы над скромными соперниками. Выдав серию из 12 успешных боев, Таурус взял во второй половине 2000 года небольшую паузу, стремясь полноценно подготовиться к замаячившей на горизонте встрече с первым серьёзным бойцом. 7 октября в Анкасвилле (штат Коннектикут) сошлись два на тот момент небитых «тяжа» — Сайксу противостоял молодой ямаец Оуэн Бек. Соперник американского боксера к тому времени провел на профессиональном ринге всего 6 поединков, однако опыт Тауруса в данном случае не явился ключом к успеху. Бек заметно превосходил Сайкса в скорости передвижения по рингу, и излюбленная тактика уроженца Бруклина, тактика постоянного давления на оппонента, оказалась несостоятельной. За счет ловкости и подвижности Оуэн уходил от большинства ударов американца, а сам, благодаря неплохой технике, удачно контратаковал. В итоге шестираундовый бой завершился победой Бека по очкам единогласным решением судей. В своем 13-м профессиональном поединке Сайкс впервые испытал горечь поражения.

### 2001—2002 годы
Через полгода после неудачи в бою с Беком Сайкс, восстановившись и приведя в порядок физические кондиции, уверенно разобрался с ещё одним боксером с безупречным послужным списком — пуэрториканцем Израилем Карлосом Гарсия по прозвищу «Кинг Конг». Затем Таурус убрал с пути некоего Чарльза Хэтчера, имевшего на счету 15 побед в 17 поединках, чем доказал преждевременность списания своей персоны с «перспективных счетов». Новый шанс успешно зарекомендовать себя в наиболее престижной весовой категории Сайкс получил в 2002 году. Для начала американец выиграл два восьмираундовых боя, продемонстрировав умение сохранять силы вплоть до окончания схватки. Правда, канадский джорнимен Уилли Чэпмен оказался слишком простой задачкой для Тауруса, а вот в поединке с крепким соотечественником Талмаджем Гриффисом Сайксу пришлось попотеть. Это бой показал, что из поражения от Бека наставниками боксера были сделаны верные выводы. Таурус вроде бы выглядел медленнее Гриффиса, но за счет грамотного расположения в ринге ему удавалось раз за разом удачно сближаться с соперником и прессинговать того прицельными ударами. Действия Сайкса сполна оценили судьи, назвав боксера победителем на всех трех судейских картах. По похожему сценарию развивался и следующий бой Тауруса — с бывшим представителем первого тяжелого веса Джеймсом Уолтоном. К концу десятираундового противостояния Сайксу стало неимоверно тяжело успевать за своим куда более легким на ногах оппонентом, что несколько смазало общую картину его (Сайкса) преимущества по ходу боя. Один судья даже выставил ничейные очки, но двое других все-таки утвердили нелегкую победу Тауруса. 20 октября 2002 года Сайксу удался ещё один хороший поединок. Известный багамский тяжеловес Шерман Уильямс, сделавший в 2000-м ничью с Макклайном, бивший к тому времени таких мастеров перчатки, как Сиссе Салиф и Эл Коул, в данном случае оказался несостоятельным. Сайкс выигрывал дуэль на джебах, чаще попадал в цель при разменах, удачно провел поздние раунды и потому закончил год 20-й в карьере победой.

### 2003—2004 годы
7 июня 2003 года Таурус в очередной раз встретился с боксером, поднявшимся в тяжелую весовую категорию из первого тяжелого веса. Правда, соперник Сайкса Имаму Мэйфилд был далеко не рядовым бойцом. В 1997 году он завоевал чемпионский пояс по версии IBF (в первом тяжелом весе), на протяжении карьеры неоднократно участвовал в титульных боях. Скорости и технике Мэйфилда Таурус ожидаемо противопоставил силу и напор, однако склонить чашу весов в свою пользу не смог. Трио судей оказалось единодушным в оценке увиденного — ничья. Выступление Сайкса в данном поединке вряд ли заслуживало высоких похвал, однако свой добротный, средний уровень боксер продемонстрировал. Тем удивительнее, что до конца 2004 года американец отметился на профессиональном ринге всего лишь двумя боями с малоизвестными оппонентами, уверенно победив в них обоих соперников.

### 2005 год
В 2005 году Сайкс дрался дважды, и этот период карьеры вполне можно охарактеризовать как переломный в его боксерской судьбе. 11 марта Таурус впервые в жизни вышел на титульный поединок. Американцу выпало оспаривать вакантный в то время чемпионский пояс Североамериканской боксерской ассоциации (NABA) с популярным нигерийским бойцом Фрайдеем Ахунаньей. Соперник Сайкса всегда славился выносливостью, умением «взорваться» неожиданной атакой и в 12 раундах данного боя не раз демонстрировал свои козыри. Но Таурус не менее уверенно работал и с дистанции, действуя «из-за джеба», и при нахождении в непосредственной близости от оппонента, причем бил явно больше и разнообразней, нежели Ахунанья. В результате судьи отдали победу Сайксу по очкам единогласным решением.
Добытый в бою с нигерийским тяжеловесом титул NABA можно считать наивысшим достижением в карьере Тауруса.

#### 2 июля 2005 годаТаурус Сайкс —Сэмюэл Питер
- Место проведения:  «Эвентс Центр», Рено, Невада, США
- Результат: Победа Питера нокаутом во втором раунде двенадцатираундового боя
- Статус: Бой за звание чемпиона мира по версиям NABA, NABF и USBA.
- Рефери: Вик Дракулич
- Вес: Сайкс — 106,6 кг; Питер — 110,2 кг
- Трансляция: Showtime

Чемпионским поясом Сайкс владел менее трех месяцев. После успеха в бою с Ахунаньей Таурус согласился на поединок с ещё одним нигерийцем, стремительно рвущимся в элиту тяжелой весовой категории Сэмюэлом Питером. 24-летний Питер обладал огромной физической силой и выносливостью, сокрушительным ударом и на тот момент ни разу не проигрывал. Перед боем Сайкс отметился рядом эффектных высказываний, уверяя, что ничуть не опасается физической и ударной мощи соперника:

Настала моя очередь показать миру, чего я стою. Я двигаюсь как невидимка, я бью соперников с вдохновением. Моя техника вдохновляет всех детей в мире, они смотрят на меня и мечтают, что однажды станут такими же воинами, как Таурус Сайкс…. 
…Моя челюсть сделана из железа. Вы можете ударить меня пушечным ядром, а только рассмеюсь и спрошу, кто бросил мяч для настольного тенниса. Питер надолго запомнит имя Таурус….
…Если Питер думает, что он может выйти в ринг и драться как пещерный человек, как он это обычно делает, я ему так лицо джебами разукрашу, что его мама не узнает. Смотрите все! Второго июля вы увидите спасителя супертяжелого дивизиона — Тауруса Сайкса!…
Если отмести всю ненужную браваду, единственным достойным аргументом Тауруса в ринге действительно могла стать его техника, поскольку Питер в большинстве случаев предпочитал делать ставку на нокаутирующий удар.
Бой не затянулся надолго. У Сайкса попросту не оказалось ни малейшего шанса, чтобы проявить себя. Во втором раунде поединка нигериец улучил момент и нанес один из своих фирменных могучих ударов справа, а затем хладнокровно добил Тауруса у канатов. После поражения от Питера обрести себя прежнего Сайкс, пожалуй, так и не смог.

### 2006 год
В марте 2006 года Таурус одолел по очкам в некотором роде «товарища по несчастью» — его оппонент Домоник Дженкинс в своем последнем бою также пал жертвой молодого перспективного бойца Криса Арреолы. Но уже через месяц ничем не примечательный длиннорукий уроженец Пенсильвании Дерек Брайант убедил всех в том, что поражение от Питера действительно серьёзно надломило Сайкса. Рефери поединка Джим Корб остановил бой в четвёртом раунде, официально зафиксировав второй в карьере нокаут Тауруса. Даже с учётом далекого от критического по меркам тяжелой весовой категории возраста Сайкса, данное поражение фактически ставило крест на его дальнейших перспективах.

### 2007 год
Несмотря ни на что, вскоре Сайкс вернулся на ринг, да ещё в роли претендента на чемпионский пояс Североамериканской боксерской федерации (NABF). Правда, дело тут было отнюдь не в Таурусе, которому заранее отводилась роль «жертвы». Соперником американца в данном бою стал не кто иной, как соотечественник Хасим Рахман, долгое время входивший в число лучших боксеров категории. Для Рахмана поединок с Сайксом был первым после тяжелого поражения от россиянина Олега Маскаева и длинного десятимесячного периода бездействия.

#### 14 июня 2007 годаТаурус Сайкс —Хасим Рахман
- Место проведения:  «Мэйн Стрит Армори», Рочестер, Нью-Йорк, США
- Результат: Победа Рахмана по очкам единогласным решением судей в десятираундовом бою
- Статус: Бой за звание временного чемпиона мира по версии NABF
- Рефери: Дэнни Скьявоне
- Счет судей: Винн Кинтц (93-95, Рахман), Фрэнк Адамс (90-98, Рахман), Рубен Гарсия (91-97, Рахман)
- Вес: Сайкс — 108 кг; Рахман — 118,4 кг
- Трансляция: ESPN

Пауза в выступлениях негативно сказалась на физической форме Рахмана, прибавившего к своему боевому весу более 10 кг. Сайкс, действовавший в сходной с Хасимом манере, ни в чём не уступал заметно потерявшему в быстроте передвижения по рингу и скорости работы рук сопернику. В предпоследнем раунде Рахману все же удалось послать уставшего Тауруса в нокдаун (к тому же в данном раунде с Сайкса сняли очко за удар ниже пояса), однако тот сумел выстоять и завершил концовку боя на мажорной ноте. Так или иначе, двое судей посчитали, что Сайкс выиграл два и три раунда соответственно. На карте третьего арбитра, Винна Кинтца, в победителях также значилась фамилия Рахмана, однако счет 93-95 все же куда более точно отражает суть данного поединка. Сайксу удался один из лучших боев в карьере, когда этого уже никто, наверное, не ожидал.

### 2008 год
Свой следующий поединок Таурус провел в июле 2008 года, согласившись стать соперником перспективного российского тяжеловеса Александра Поветкина, команда которого готовила почву для будущего противостояния с чемпионом мира по версиям IBF и WBO, знаменитым украинцем Владимиром Кличко. Сайксу впервые предстояло выступить за пределами США — бой был организован в России, в подмосковном Чехове. Российская публика ожидала от Тауруса привычного для него бокса — с постоянным движением вперед, с неплохой работой левой рукой, с многочисленными клинчами. Разумеется, все это не являлось большой проблемой для куда более быстрого, техничного и сильно бьющего Поветкина, но могло заставить россиянина поработать с полной выкладкой. Увы, Сайкс явно не хотел подвергать себя излишнему риску, и с первых минут боя начал откровенно убегать от грозного оппонента. В четвёртом раунде ударная серия Поветкина настигла Тауруса у канатов, отправив того на пол. Рефери открыл американцу счет. Явно не будучи потрясенным, Сайкс, тем не менее, не продемонстрировал ни малейшего желания вставать с настила ринга, дождавшись окончательного судейского вердикта о техническом нокауте. Проиграв в России, американский боксер, безусловно, выиграл в финансовом плане, и при этом успешно сохранил собственное здоровье.

### 2010 год
В 2010 году провёл 2 поединка в которых потерпел поражения. Первый бой против джорнимена Джозефа Работте проиграл раздельным решением. А второй против не имевшего поражений Сета Митчелла нокаутом в пятом раунде. Затем покинул профессиональный бокс.

### 2015 год
26 марта 2015 года спустя почти 5 лет вернулся в профи бокс в бою против не имевшего поражений кубинца Ясмани Консуэгра. Бой закончился победой кубинца единогласным решением судей.